# 新北市立光復高級中學
新北市立光復高級中學，簡稱光復高中，是新北市板橋區的一所市立綜合高中兼完全中學，位於傳統板橋居民俗稱的「埔墘」地區（即板橋區埔墘里）。因為位在光復橋旁，也得名於光復橋，是板橋地區離臺北市最近的學校。

## 校史
目前新北市政府面對十二年國教下，新北市高中職不足（長期仰賴臺北市高中職）的狀況下，時任新北市政府於2012年5月，宣佈光復國中將改制為綜合型的完全中學：除維持國中部外，增設綜合高中部，並撥款新臺幣2億元籌建綜合教學大樓（含新圖書館、室內球場、溫水游泳池等）（至今尚未送出任何計畫書、議會相關提案、廠商招標，且尚未動工）。
2009年8月，102學年度（2013年8月）改制為綜合高中兼完全中學，高中部、國中部兼有之；高中部自二年級起分流，主修分為社會學程、自然學程、多媒體設計學程、電腦平面動畫學程等。

## 校長
| 任期 | 姓名   | 任職日期  | 離職日期  | 備註                                                         |
| ---- | ------ | --------- | --------- | ------------------------------------------------------------ |
| 1    | 簡正昌 | 1996年1月 | 2003年1月 | 原桃園縣立介壽國民中學校長轉任，任滿退休。                   |
| 2    | 江思瑩 | 2003年8月 | 2007年1月 | 原臺北縣政府教育局學務管理課長轉任，任滿退休。               |
| 3    | 梁坤明 | 2007年8月 | 2013年7月 | 原臺北縣板橋市大觀國民小學校長轉任，調任新北市立光榮國民中學 |
| 4    | 曹永央 | 2013年8月 | 2020年7月 | 原新北市立中和高級中學教務主任升任，調任新北市立樹林高級中學 |
| 5    | 吳宗珉 | 2020年8月 | 現任      | 原新北市立竹圍高級中學校長轉任                               |

## 槌球社
光復高中槌球社於2005年所創立，於學校附近的華江河濱公園進行活動。並於2013年拿下高中男生組冠軍與國中女子組亞軍。

## 射擊隊
光復高中射擊隊於民國105年（2016年）創立，是由國中部及高中部的學生組成。

## 外部連結
- 新北市立光復高級中學 （页面存档备份，存于）